# Tori Amos
Tori Amos (født Myra Ellen Amos den 22. august 1963) er en amerikansk sangerinde og sangskriver. Hun har siden sit første album udkom i 1988 udgivet 11 albums, hvilket har resulteret i 12 millioner solgte plader. Senest har hun desuden i samarbejde med iTunes udgivet 45 tidligere ikke-udgivede sange.

## De tidlige år
Tori Amos begyndte allerede som 2-årig at spille klaver og som 5-årig at komponere sin egen musik. Det førte til at hun allerede som 5-årig fik et stipendium til at komme på Peabody Conservatory of Music, som er en del af Johns Hopkins University. Hun mistede dog stipendiet igen som 11-årig, ifølge eget udsagn fordi hun hovedsagelig interesserede sig for rock- og pop-musik og ikke kunne lide at spille efter noder. Hun fortsatte dog med musikken og i 1977 vandt hun en talentkonkurrence. Efter det begyndte hun så småt at blive kendt i området omkring Washington D.C. og i 1980 udgav hun så sin første single efter at have vundet en konkurrence om at skrive en sang til baseballholdet Baltimore Orioles. Den blev dog udgivet under hendes rigtige navn, da det først var senere hun tog navnet Tori.
Som 21-årig flyttede Amos til Los Angeles for at forfølge sin musikkarriere, bl.a. ved at spille på diverse barer. En aften på vej hjem fra at have at spillet på en bar, blev hun voldtaget. En oplevelse hun senere har brugt i sin musik. Samtidig med at hun forsøgte at bryde igennem med musikken, lykkedes det hende at få nogle job som skuespiller. Hun fik bl.a. en rolle i en Kellogg's-reklame foran Sarah Jessica Parker. I 1985 startede hun et band kaldet Y Kant Tori Read, som på dansk kan oversættes til Hvorfor kan Tori ikke læse. Navnet var en hentydning til det faktum, at hun på Peabody Conservatory ikke ønskede at læse noder. Trommeslageren i gruppen var den senere Guns N' Roses trommeslager Matt Sorum. I 1986 fik Amos sin første pladekontrakt med Atlantic Records og to år senere udgav hun sammen med bandet sit første album kaldet Y Kant Tori Read. Selvom albummet fik ros af kritikerne blev det ikke en salgsmæssig succes.

## Fra "Little Earthquakes" til "From The Choirgirl Hotel"
På trods af fiaskoen med Y Kant Tori Read mente Atlantic Records stadig at der var muligheder i Tori Amos. Hendes første forsøg på at lave en ny plade blev dog afvist af pladeselskabet, da de ikke mente at hendes musik ville sælge noget i en tid, hvor rap og hiphop hittede. Derfor blev albummet lavet en del om, hvorefter pladeselskabet skiftede mening. De mente dog at hun ville have større mulighed for at slå igennem i England, hvorfor hun blev sendt til London for at spille på diverse klubber og derved gøre reklame for albummet. Albummet, som kom til at hedde Little Earthquakes, blev endelig udsendt i januar 1992 og blev en forholdsvist stor succes både i England og hjemlandet USA. I forbindelse med udgivelsen blev der også udgivet en række singler bl.a. Me and a Gun, der handlede om hendes voldtægt, og det mindre hit "Silent All These Years".
Efter at have turneret over det meste af verden begyndte hun i 1993 at lave et nyt album. Hvor hun til hendes tidligere album havde brugt hendes eget liv som inspiration, forsøgte hun her at bruge andre kunstnere, som f.eks. Salvador Dali og Alice Walker, som inspirationskilde. Under The Pink blev udgivet i januar 1994 og gik direkte ind på førstepladsen på hitlisten i England og førstesinglen Cornflake Girl nåede 4. pladsen på singlehitlisten.
I juni 1994 var Tori Amos med til at starte The Rape Abuse and Incest National Network (RAINN), som er en velgørende organisation der arbejder med voldtægt og incest. Det er USA's største organisation indenfor det område.
Ideen til hendes næste album fik hun på en ferie til Hawaii, hvor hun hørte om vulkangudinden Pele, som senere kom til at lægge navn til albummet Boys For Pele. Albummet blev hovedsagelig indspillet i en irsk kirke og Amos valgte bl.a. at bruge instrumenter som cembalo, harmonium og sækkepibe. Boys For Pele blev udgivet i januar 1996 og nåede andenpladsen på både den amerikanske og britiske hitliste.
På den efterfølgende turné begyndte hendes kærlighedsforhold med hendes senere mand, Mark Hawley, hvilket resulterede i at hun blev gravid. Tre måneder henne i graviditeten fik hun dog en spontan abort. Efter at have tilbragt noget tid i Florida flyttede parret i 1997 til Cornwall i England, og i februar året efter blev de gift. I samme periode havde Amos været i gang med at skrive nyt og indspille nyt materiale, og hendes næste album, From The Choirgirl Hotel, blev udgivet i maj 1998. Albummet nåede til henholdsvis nummer 6 og 5 på den britiske og amerikanske hitliste og blev nævnt som et af årets bedste albums af det britiske Q magazine. Dette album blev efterfulgt af en længere tour med et band bestående af Tori Amos selv, trommer, guitar, bas og percussionsektion, for hvilket den blev kaldt Plugged Tour. Efter denne tour er hun blevet udnævnt af Rolling Stone Magazine, som en af verdens bedste live optrædende. Dette var også hendes første tour med band.

## Fra "To Venus And Back" til "The Beekeeper"
Efter at have turneret frem til slutningen af 1998 begyndte Amos arbejdet på et nyt album. Egentlig ville hun lave et dobbeltalbum, hvor den ene CD var et livealbum fra hendes seneste turné, og den anden var med diverse b-sider. Hun besluttede sig dog til at udskifte CD'en med b-sider med et nyt studiealbum, da hendes musikstil havde ændret sig en del siden indspilningen af hendes tidlige b-sider. Albummet, som fik navnet To Venus And Back, blev udgivet i september 1999. I forbindelse med udgivelsen tog Amos igen på turné, hvor den første del var sammen med Alanis Morissette.
Efter turnéen tog Amos en ferie, hvorunder hendes datter Natashya kom til verden. Mens hun gik hjemme med Natashya, fik hun ideen til at lave et album med udelukkende forskellige coverversioner. De sange hun valgte var oprindelig af mænd om kvinder, men hun lavede dem om så de blev set fra kvindens synsvinkel. På albummet var der coverversioner af numre fra bl.a. The Beatles, Eminem, Elvis Costello, og David Bowie. Albummet, Strange Little Girls, blev udgivet i september 2001 og udkom i flere versioner, der hver havde Amos med forskelligt udseende på coveret.
Efter udgivelsen af Strange Little Girls skiftede Amos pladeselskab, da hun i det sidste stykke tid ikke havde været tilfreds med Atlantics markedsføringsindsats. Hun skiftede derefter til Sonys pladeselskab og udgav i oktober 2002 et nyt album kaldet Scarlet's Walk. På det nye album skiftede Amos til dels stil. Hvor hun tidligere havde brugt klaveret som hovedinstrument, gik hun nu over til at have bas og trommer mere i forgrunden. Albummet nåede til nummer 7 på den amerikanske hitliste og blev hendes bedstsælgende album i 5 år.
På trods af at Amos egentlig havde skiftet pladeselskab, skulle hun stadig lave et greatest hits album med Atlantic Records. Hun ønskede dog ikke at lave et traditionelt greatest hits album. Derfor udvalgte hun en række sange, som ikke nødvendigvis var hendes største hit, og indspillede dem i nye versioner. Albummet inkluderede bl.a. også Armand van Heldens version af Professional Widow i stedet for hendes egen. Navnet på albummet blev Tales of a Librarian og det blev udsendt i september 2003.
I februar 2005 udkom det foreløbigt sidste normale album fra Tori Amos. Det kom til at hedde The Beekeeper og Amos havde bl.a. taget et gospelkor med på albummet. Samtidig med udgivelsen af albummet udkom også en selvbiografi, som hun havde skrevet sammen med journalisten Ann Powers. Senere samme år udgav hun også eksklusivt på iTunes 45 sange, der ikke tidligere havde været udgivet. I slutningen af året udgav hun også 12 CD'er med liveoptagleser fra hendes seneste turné.

## A Piano og American Girl Posse
I september 2006 udkom så et stort boksset, A Piano. En 5-disk opsamling udformet som tangenterne på et klaver. A Piano spænder fra Little Earthquakes, som den skulle have set ud ifølge Tori selv, til en hel CD udelukkende med b-sider. Opsamlingen indeholder også 5 hidtil ukendte sange, som er blevet skrevet hen over de sidste mange år.
Tori Amos udgiver hendes niende studiealbum den 1. maj 2007. Det kommer til at hedde American Doll Posse.

## Diskografi
- 1988 Y Kant Tori Read
- 1992 Little Earthquakes
- 1994 Under the Pink
- 1996 Boys for Pele
- 1998 From the Choirgirl Hotel
- 1999 To Venus and Back
- 2001 Strange Little Girls
- 2002 Scarlet's Walk
- 2003 Tales Of A Librarian
- 2004 Welcome To Sunny Florida
- 2005 The Beekeeper
- 2005 The Original Bootlegs
- 2006 A Piano
- 2007 American Doll Posse
- 2009 Abnormally Actracted To Sin
- 2011 Night of Hunters
- 2014 Unrepentant Geraldines
- 2017 Native Invader
- 2021 Ocean to Ocean
- 2025 The Music of Tori and the Muses

### Forskning
- "Køn på 12 måder" - En undersøgelse af det kvindelige perspektiv på Tori Amos’s Strange Little Girls album og hvordan dette manifesterer sig musikalsk, eksemplificeret gennem udvalgte analyser, speciale af Anne Overbye Ørum, 2008

- Wikimedia Commons har flere filer relateret til Tori Amos
- Tori Amos på Allmusic
- Tori Amos på Discogs
- Tori Amos på Discogs
- Tori Amos på Discogs
- Tori Amos på MusicBrainz
- Tori Amos på MusicBrainz
- Tori Amos på Last.fm
- Tori Amos på Myspace
- Tori Amos på SoundCloud